# Бендори, Авраам
Авраам Бендори (21 июня 1928 — 15 января 2019) — израильский футболист, вратарь, выступал за «Маккаби Тель-Авив» и сборную Израиля. Позже работал тренером.

## Карьера
Бендори родился в Тель-Авиве в 1928 году и в возрасте 13 лет начал заниматься футболом в академии «Маккаби Тель-Авив». Он был в составе молодёжной команды «Маккаби», которая в середине 1940-х годов выиграла чемпионат среди молодёжи. В 1946 году он был переведён в основную команду и играл в клубе до конца сезона 1959/60, выиграв шесть титулов чемпиона и шесть кубков.
Бендори был также игроком сборной Израиля по футболу, но сыграл только четыре матча, так как основным вратарём сборной в это время был Яаков Ходоров. Бендори сыграл в первом матче в истории сборной Израиля — против США, но затем не появлялся на поле в официальных матчах до 1958 года, когда вследствие травмы Ходорова сыграл в двух матчах группового этапа Азиатских игр 1958 года. Свой последний матч за Израиль он сыграл против Польши во Вроцлаве, в нём Бендори пропустил пять голов и был заменён на 64-й минуте. Израиль проиграл со счётом 2:7, а матч вошёл в историю как «Вроцлавский позор».
После ухода со спорта Бендори тренировал несколько израильских команд, но особого успеха не добился, а также работал директором национальной сборной.

## Вне футбола
В возрасте 20 лет Бендори стал участником Арабо-израильской войны, сражался в отряде «Лисы Самсона». Он был ранен на египетском фронте, недалеко от Ирака Сувайдана, когда его джип подвергся обстрелу. Бендори был госпитализирован на несколько недель и успел восстановиться перед турне национальной сборной по США. Играя за «Маккаби Тель-Авив», Бендори работал в автобусной компании «Дан».